# Tamaricella applanata
Tamaricella applanata är en insektsart som först beskrevs av Logvinenko 1965.  Tamaricella applanata ingår i släktet Tamaricella och familjen dvärgstritar. Inga underarter finns listade i Catalogue of Life.